# Antoni Blàvia
Antoni Blàvia i Esquirol (Lérida, 1915-Caracas, 1994) fue un economista y militar de Cataluña, España.
Hijo de un médico, estudió en los escolapios de Sarriá y muy pronto militó en Estat Català y en la francmasonería. Cuando estalló la Guerra Civil se encontraba prestando el servicio militar en Jaca y fue destinado a la 132 Brigada Mixta, de la que llegó a ser comandante. Al terminar la guerra se exilió en Perpiñán y luego en Montalbán, desde donde ayudó a otros refugiados catalanes. En marzo de 1940 marchó a Dover y de ahí a Londres, donde trabajó en un hospital hasta que en septiembre de 1940 embarcó hacia Santiago de Chile. Allí trabajó para el entonces ministro de Sanidad, Salvador Allende, y colaboró con el Centro Catalán de Santiago de Chile. Después de varias aventuras empresariales, en 1952 encabezó una delegación universitaria chilena que visitó la Argentina de Juan Domingo Perón, lo que provocó su detención.
En 1959 fundó la Academia de Ciencias Políticas de la Universidad de Santiago de Chile, en 1960 dio clases de teoría política en la Universidad Central de Caracas y en 1961-1962 trabajó para el Banco Mundial en Washington D. C., al que se integró en 1965 en calidad de representante de Venezuela. Allí hizo amistad con Ambler Hodges Moss y lo visitaron Raimon, Joan Manuel Serrat, Pau Casals y Felipe González. En 1972 fue jefe del departamento de ciencias económicas en la Universidad Simón Bolívar de Caracas, cargo que ocupó hasta su muerte. En 1976 rechazó trabajar para Josep Tarradellas, con quien había mantenido una relación epistolar.